# مقاطعة داون
مقاطعة داون هي إحدى مقاطعات أيرلندا الشمالية الستة.

## أعلام
- هنري بوتينغر
- هاري فيرغسون
- بير جريلز
- جيمي مكلارنين
- باتريك برونتي

## روابط إضافية
- White Image - County Down Art Gallery
- Iúr FM - Newry Radio Station
- Bangor FM - County Down Radio Station نسخة محفوظة 26 سبتمبر 2007 على موقع واي باك مشين.
- County Down website
- Armagh and Down Tourism
- Culture Northern Ireland - Industrial Heritage of County Down
- Down Gaelic Athletic Association/Cummann Lúthchleas Gael Coiste An Dún
- Genealogy indexes for County Down
- Ardglass Fishing port on East Down coast نسخة محفوظة 11 مايو 2018 على موقع واي باك مشين.